# Петър Карачоров
Петър Стефанов Карачоров е български футболист и футболен треньор.

## Биография
През 2012 година започва работа във ФК ДАФ (София), където е колега с Рахид Базилов. Обучава деца на юнашеска възраст. Воденият от него набор 2014/2015 участва в първенство във формат Футбол 5. През сезон 2013/14 същият набор завършва на 3 място в неофициалното първенство „Бейби лига“. През 2015/16 и 2016/17 вече като треньор към ФК Царско село (София) печели ред турнири и 2 републикански шампионата с набор 2007. От 01.06.2017 Карачоров е треньор в ПФК Левски (София) на набор 2005.
Карачоров е юноша на Пирин 2001, където тренира под ръководството на златния медалист от САЩ 94 Ивайло Андонов. Играл е като център нападател.
С отбора на Беласица (Петрич) той записва 17 мача с три гола.За юношеския национален отбор изиграва 12 мача и вкарва 2 гола. Във В група с екипите на Пирин 2001 и Перун (Кресна) вкарва общо 34 гола за 70 изиграни мача.
За последно играе в Пирин (Благоевград), където вкарва 6 гола в 10 мача.